# Andrej Jezeršek
Andrej Jezeršek (né le 22 mars 1982 à Kranj) est un coureur du combiné nordique slovène.

## Palmarès

### Jeux olympiques d'hiver
| Épreuve / Édition | Épreuve / Édition | Salt Lake City 2002 |
| Gundersen 15 km   | Gundersen 15 km   | 13e                 |
| Sprint            | Sprint            | 12e                 |

### Championnats du monde
| Épreuve / Édition | Épreuve / Édition | Ramsau 1999 | Lahti 2001 | Val di Fiemme 2003 |
| Gundersen 15 km   | Gundersen 15 km   | 31e         | 30e        | 22e                |
| Sprint            | Sprint            | 47e         | 44e        | 36e                |

### Coupe du monde
- Meilleur classement général : 28e en 2003.
- Meilleur résultat individuel : 13e.

#### Différents classements en Coupe du monde
| Année     | Classement général final |
| 2000-2001 | 44e                      |
| 2002-2003 | 28e                      |

### Championnats du monde junior
- Médaille de bronze à la mass-start par équipes en 2001.

### Coupe du monde B
- 3e de l'édition 2001.
- 5 victoires.

### Championnats de Slovénie
- Titré en 2000, 2001 et 2002.